# FC Union 92 Berlin
El SpVgg Blau-Weiss de Berlín es un club de fútbol alemán con sede en el distrito de Mariendorf de la ciudad. El club es la organización sucesora del Blau-Weiß 1890 Berlín, que se formó el 27 de julio de 1927 por la fusión del Berliner FC Vorwärts 1890 (noviembre de 1890) y Berliner Tor-und Fussball Club de la Unión 1892 (BTuFC Unión, junio de 1892).

## Historia

### Antecedentes
Como parte de los antecedentes históricos de la bundesliga, el Vorwärts y el Unión fueron miembros fundadores de la DFB (Deutscher Fussball Bund o Federación Alemana de Fútbol) en Leipzig en 1900. EL Vorwärts ha disfrutado de un éxito temprano con los campeonatos locales en 1902, 1903 y 1921. En ese año el campeonato pasado, que también envió a cuatro jugadores a la selección nacional y jugó en la final alemana, la cual perdió 0:5 a FC Nurenberg. El Unión se llevó el título nacional en 1905 con una victoria por 2-0 al Karlsruher FV.
Inmediatamente después de 1927 la fusión de estas dos caras del club fue relegado del fútbol de alto vuelo en la ciudad. La temporada siguiente el Arminia 1906 de Berlín, se unió al club de reciente creación que empezó a mejorar poco a poco de regresar a la Oberliga Berlín-Brandemburgo (I) en 1931. Dentro de un par de años el fútbol alemán se reorganizó bajo el Tercer Reich en la parte superior de dieciséis divisiones de vuelo al unirse el Blau-Weiss a la Gauliga Berlín-Brandemburgo.

### Segunda Guerra Mundial
El club fue relevado, después de un acabado último lugar en 1937, pero llegó de nuevo asalto para ganar el título de división en la temporada 1938-39. Blau-Weiß capturó un título de segunda división en 1942 y terminó tercero en la general a nivel nacional. Después de la Segunda Guerra Mundial las autoridades aliadas de ocupación ordenaron la disolución de todas las organizaciones en el país, incluidos los deportes y las asociaciones de fútbol. El club fue posteriormente reformado como SG Mariendorf que finalmente se rompió en tres partes separadas: SpVgg Blau-Weiß 90 Berlín (restablecido en 1949), SC Krampe Berlín, y SC Mariendorf.
El SG Mariendorf ha jugado al fútbol de primera división desde 1946 hasta que fue relegado en 1948. El Blau-Weiß se unió al primer nivel de la Oberliga Berlín en 1950 donde se desempeñó como un menor a mediados de lado mesa hasta que finalmente quedara relegado en 1960. Después de tres temporadas en el Berlín Amateurliga (II), que incluyó un título de división victoria en 1963, el club se aseguró un lugar en la recientemente formada Liga Regional de Berlín (II).
Una vez más, un menor a mediados de lado la tabla de rendimiento del club mejorado en los años 70 que conduce a un título de Liga Regional en 1973 y no una participación en las rondas de promoción de la máxima categoría en la Bundesliga.La reorganización de la liga al final de la temporada 1973-74 dio lugar a la desintegración de la Regionalliga existente: en primer lugar Tennis Borussia Berlín fue ascendido a la Bundesliga, el subcampeón Wacker 04 Berlín se unió a la recientemente formada segundo nivel o 2. Bundesliga, mientras que el tercer lugar Blau-Weiss aterrizó en el Berlín Amateurliga (III).

### De la Bundesliga a la quiebra
Un acabado pobre en 1978 condujo al descenso del club y los pocos que pasaron al lado de las estaciones rebotando entre el juego de la tercera división y cuarta. El Blau-Weiss volvió a lo que ahora era la Berlín Oberliga (III) en 1984 fue acompañada de un título de división y de su segunda participación en las rondas de promoción de la 2. Bundesliga. Esta vez, el club fue un éxito y dos temporadas más tarde sorprendió con un segundo puesto, que llevó a ascender a la parte superior de vuelo de la 1. Bundesliga en 1986. El Blau-Weiss se encontró superado en el circuito profesional de la categoría superior y fue relegada, el gasto de otros cinco temporadas en la 2. Bundesliga antes de declararse en bancarrota en 1992. El club fue rápidamente reconstituido como SV Blau-Weiss de Berlín y se reanuda a jugar en la liga más baja de la ciudad. En 1996 se había trabajado su camino de vuelta hasta la sexta división de la Landesliga de Berlín.

### SV Blau-Weiss Berlín
Un día después de que SpVgg Blau-Weiss de Berlín 1890 desapareciera, un nuevo equipo, en su honor, se estableció: SV Blau Weiss de Berlín. El club juega en los niveles más bajos de las ligas inferiores de fútbol de Berlín.

## Palmarés

### Torneos Nacionales
BTuFC Union
- Campeonato alemán (1): 1905.
- Liga de Brandenburgo (1): 1905.

FC Vorwärts Berlín 1890
- Liga de Brandenburgo (1): 1921.

SpVgg Blau-Weiss
- Gauliga Berlín-Brandenburgo (2): 1939, 1942.
- Liga Amateur (1) (II): 1963.
- Oberliga-Berlín (1) (III): 1984.

- Datos: Q315040
- Multimedia: Union 92 Berlin / Q315040